# Медна гљива
{{Taxobox
| image = Armillaria ostoyae.jpg
| regnum = 
| divisio = 
| classis = 
| ordo = 
| familia = 
| genus = 
| species = 
| binomial = 
| binomial_authority =  
| synonyms = -{
Agaricus congregatus Bolton 1791 nom. illeg.

Armillaria mellea var. obscura Gillet 1874

Armillariella ostoyae Romagn. 1970 nom. cons.

Armillaria solidipes Peck 1900 nom. rej.}-
}}
Медна гљива (лат. Armillaria solidipes, раније Armillaria ostoyae) врста је биљне патогене гљиве из Physalacriaceae фамилије. Она је најчешћа варијанта у запаним САД, групе врста које су имале исто име Armillaria mellea. Armillaria ostoyae се веома често јавља на тврдом и четинарском дрвету у шумама Каскадног обода. Њен мицелија напада сапановину и може да прелази велика растојања испод коре или између стабала у облику црних ризоморфа.
Ова врста је гљива позната по томе што јој припада највећи организам, који заузима круг пречника око 6 km. Истраживања су показала да плодоносна тела ове гљиве у Националној шуми Малер у источном Орегону (САД) поседују идентичну ДНК, што указује на припадност истом организму или клоналној колонији. Процењена старост овог организма је 2400 година.